# Exetastes tisiphone
Exetastes tisiphone är en stekelart som beskrevs av Morley 1913. Exetastes tisiphone ingår i släktet Exetastes och familjen brokparasitsteklar. Inga underarter finns listade i Catalogue of Life.